# Rocamalera
La Rocamalera és una serra situada al municipi d'Espolla a la comarca de l'Alt Empordà, amb una elevació màxima de 521 metres.